# Metanema margica
Metanema margica är en fjärilsart som beskrevs av William Schaus 1901. Metanema margica ingår i släktet Metanema och familjen mätare. Inga underarter finns listade i Catalogue of Life.